# Computação vestível

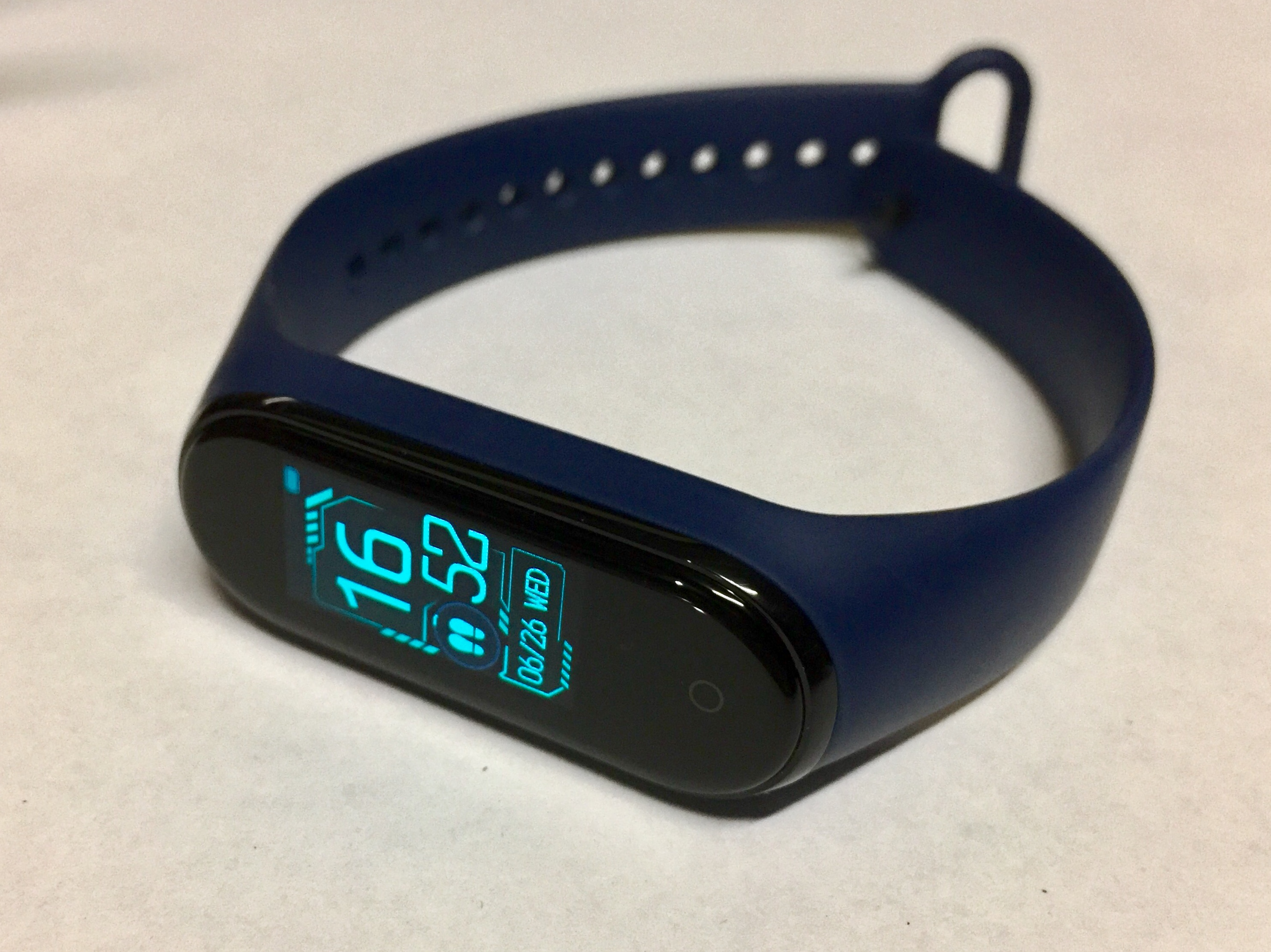
O Xiaomi Mi Band 4 é um exemplo de SmartWatch lançado em 2019.

O termo “computação vestível” ou "tecnologia vestível" se refere a uma nova abordagem de computação, redefinindo a interação humano-máquina, onde os gadgets estão diretamente conectados com usuário, em termos gerais, o usuário estaria “vestindo seu gadget”. Os aparelhos vestíveis são construídos de forma que as tecnologias e estruturas sejam abstraídas e seja o mais imperceptível possível para o usuário, como se fosse uma extensão do corpo do mesmo, focando no próprio ser humano e nas suas necessidades. A Computação Vestível é frequentemente relacionada com a Internet das Coisas (IoT), podendo aquela ser considerada um subconjunto desta. Um outro termo  encontrado atualmente e em crescimento é a "wearable technology" que começa a fazer parte do nosso cotidiano e apresenta significativas projeções de crescimento. Trata-se do mercado de acessórios inteligentes e roupas produzidas com tecidos e materiais altamente tecnológicos que facilitam o nosso dia a dia, garantem melhor desempenho em atividades esportivas, monitoram a saúde e oferecem maior segurança, principalmente em atividades profissionais.
A partir da década de 60 a computação vestível tem sido introduzida em nosso cotidiano cada dia mais. Isso é explicado pela evolução da computação, intensificada a cada ano, tanto no seu poder de processamento, quanto na miniaturização de seus componentes permitindo assim a criação de dispositivos mais leves e funcionais.
A Computação Vestível começou a se destacar no meio acadêmico na década de 80, mas só veio a ganhar notoriedade mundial em 2012, com o advento do Google Glass, os óculos inteligentes criados pela Google, que causaram um grande buzz em cima da tendência “Wearable Computing”, como também popularizou o conceito de Smart Glass (óculos inteligentes), levando outras gigantes de tecnologia a olharem para esse mercado.
Os dispositivos vestíveis são a nova tendência da tecnologia. Depois dos computadores, notebooks e smartphones, a tendência é que tenha cada vez mais relógios e pulseiras inteligentes, assim como itens de vestuário, como calças, camisas e calçados.

## Definição
A ideia de computação vestível não é nova. Em 1998, Steve Mann cunhou o termo num artigo intitulado Definition of "Wearable Computer":

Um computador vestível é um computador que está alocado no espaço pessoal do usuário, controlado pelo usuário, e possui constância de operação e interação, ou seja, está sempre ligado e sempre acessível. Mais notavelmente, ele é um dispositivo que está sempre com o usuário, e permite que o usuário digite comandos ou os execute, enquanto anda ou faz outras atividades— Steve Mann
Ou seja, uma de suas principais características é o fato que o dispositivo precisa estar “sempre funcionando”, sem o usuário se importar com liga-lo ou desliga-lo, ou até ter que realizar alguma ação com a intenção de que alguma funcionalidade do aparelho funcione.
A computação vestível permite o acesso às informações de forma direta e instantânea. Não é uma tecnologia tão invasiva pois estando atrelada ao corpo do usuário é mais fácil de manusear e não necessita de uma completa atenção para utilizá-la.
Um computador comum (desktop) foi desenvolvido para permanecer “fixo” na mesa, e que o computador de mão (laptop) trouxe certa mobilidade podendo ser utilizado fora de casa, no carro ou avião. Com o wearcomp esta mobilidade é bem maior, já que a pessoa não precisa mais parar com o que está fazendo para consultá-lo; ele é especialmente elaborado para adaptar-se ao corpo em função das atividades a serem realizadas. A roupa do astronauta é, acima de tudo, um computador vestível. Ao sair da nave para executar reparos, ele pode ao mesmo tempo enviar imagens, consultar banco de dados e receber orientações da tripulação e da Nasa.— Luisa Paraguai Donati
Mais atual e brilhantemente este conceito é definido abaixo:
Com as novas tecnologias, a indumentária estabelece uma nova forma de mediação do corpo com o meio ambiente. Intermedia informações, emoções, sentimentos não somente de forma passiva – uma espécie de “segunda pele” que comunica escolhas e valores – mas permite também a troca com o que lhe é externo. O corpo também pode receber pelas mediações vestimentares elementos do mundo circundante e transmitir a este meio informações do próprio corpo. Com a incorporação de elementos tecnológicos, a roupa se torna também uma interface interativa."—
   Vanessa Madrona Moreira Salles e Thatiane Mendes

Sabine  Seymour (2003) distingue  níveis  de  interação  dos  dispositivos tecnológicos  com  o  corpo  humano:  eles  podem  ser  portáteis,  podem  ser implantados ou “vestidos”. O corpo apresenta também novas possibilidades de interação com os outros e com o mundo, mediadas pelos dispositivos.
"A vestimenta passa a ter certa inteligência, como, por exemplo, capacidade de memória eletrônica e poder de processamento, sendo capaz de fazer o trabalho de interagir com o entorno, fornecendo informações sobre nossas atividades, coletando e armazenando dados sobre nosso corpo e sobre o seu contexto ou ambiente. A tecnologia pode estar ou acoplada ou fisicamente incorporada ao tecido ou integrada na elaboração da fibra."—
   Vanessa Madrona Moreira Salles e Thatiane Mendes

A computação vestível trata, então, de um tipo particular de objetos técnicos vestíveis, que seriam objetos vestíveis com tecnologia da informação. Nesses objetos vestíveis, podemos identificar várias possibilidades como a computação ubíqua, ou seja, presente em pequenos e múltiplos dispositivos dispostos no espaço. A realidade aumentada que adicionaria outras camadas com informações virtuais à realidade do usuário. Há a possibilidade de interfaces tangíveis, em que se utilizam diversos tipos de interfaces como veículo de informação, de espaços inteligentes que monitoram os usuários e produzem informações coadjutoras. Objetos inteligentes que monitoram os dados advindos dos corpos dos usuários e que reagem conforme as necessidades desses corpos que foram identificadas. Há o acoplamento de serviços wireless relativos à localização e serviços de dispositivos portáteis como os celulares, sensores network – pequenos sensores distribuídos em locais para vigilância, dentre outros.
As principais características que todo objeto técnico vestível deve ter são: ser adaptado ao espaço pessoal do usuário; ser controlado pelo usuário e ter constância operacional e interacional, ou seja, estar sempre ligado e acessível. Esta tecnologia vem se tornando mais potente no sentido de “ler” e guardar informações sobre o corpo e o ambiente, e mais amigável, ao incorporar formatos menos rígidos, próprios das vestimentas feitas de fibras naturais, sendo flexíveis, macias e confortáveis. Adotando uma definição bem ampla, diríamos que objetos técnicos vestíveis são quaisquer dispositivos capazes de potencializar as características físicas, cognitivas e sensoriais humanas a partir de recursos tecnológicos e informacionais.

## Aplicações
A computação vestível possui diversas áreas de utilização. Umas das principais e mais importantes é a área da Saúde, onde há dispositivos que podem auxiliar a memória ou corrigir problemas físicos. Por exemplo, um eletroencefalograma, onde se conecta vários dispositivos no cérebro para detectar problemas neurológicos ou o monitoramento de sinais vitais e a capacidade de enviar dados para os médicos ou treinadores em tempo real através de dispositivos eletrônicos portáveis. 
Ademais, a computação vestível também pode ser usada nas várias vertentes do cotidiano como segurança, comunicação, militar e jogos. Seja através da interpretação de expressões faciais de pessoas com problemas como autismo pelo Google Glass ou o aumento da capacidade imersiva de jogos com o Oculus Rift.
Para mostrarmos a potência dos novos dispositivos vestíveis na construção de padrões de comportamento e diferenciadas funcionalidades, temos como exemplo o projeto Hug Shirt (Camisa Abraço), criado em 2002 pela empresa CuteCircuit, é uma camisa de compartilhamento de sensações de abraço à distância. Quando o usuário toca a camisa, os sensores distribuídos sobre ela capturam dados físicos sensoriais de um abraço, como pressão, tempo do abraço, temperatura, posição da mão, e os processa através de um software e, então, os dados são transmitidos para um celular, que por sua vez pode enviar e comunicar os dados do abraço para a roupa inteligente de uma pessoa que esteja distante. Esse projeto é um exemplo de memória física e história de uso aplicada a computação vestível. Posteriormente os autores de Hug Shirt fizeram uma pesquisa sobre as tipologias de abraços relacionando-os com comportamentos culturais de cada país, com base nos dados coletados.
Ainda também na área da saúde, como ferramenta de auxílio a locomoção de deficientes visuais através de dispositivos que detectam obstáculos com antecedência para otimizar a tomada de decisão do usuário acerca de um possível risco ou interrupção em seu trajeto. Também temos os D-Shirt  que são camisas com sensores que detectam o movimento, a frequência cardíaca, velocidade, padrões respiratórios e localização GPS estão por dentro do tecido da D-Shirt, uma camisa de alta tecnologia.
Além de roupas cheias de tecnologias, temos também mochilas que revestidas de módulos fotovoltaicos (energia solar) para carregar celulares e outros equipamentos de baixa potência.  
Algumas roupas tecnológicas não necessariamente são produzidas com componentes eletrônicos ou sensores, elas podem ser produzidas através do uso de ferramentas tecnológicas como alguns calçados da Nike que foram criados usando o auxilio de uma impressão 3D, usando sinterização seletiva a laser (SLS). Para produzir tecidos que pudessem se mover como os tradicionais, Beckett escolheu uma impressora 3D específica que poderia criar as minúsculas peças de nylon necessárias para manter o material flexível integrado a roupa.[carece de fontes?]
Os “wearable computers”, não limitados ao uso doméstico, mas vêm também revolucionando setores industriais, nos quais as atividades podem ser de alto risco à saúde de seus colaboradores. Além disso, muitas vezes submetem os mesmos a trabalhos perigosos em locais inóspitos. Cientes dessa situação, empresas como a QOOWEAR e a 3M desenvolveram equipamentos capazes de suportar condições adversas e que garantem melhor efetividade do serviço prestado. A startup QOOWEAR, por exemplo, é responsável pela criação da primeira vestimenta de aquecimento controlada por IA no mundo. Desta forma, o uso de muitas camadas de roupas é dispensável, oferecendo maior mobilidade e estabilidade no manuseio de equipamentos em temperaturas abaixo de 0ºc. Seguindo essa linha, a empresa 3M produziu um macacão que coleta dados do ambiente e conecta-se à rede, gerando informações em tempo real sobre as condições do ambiente. Ademais, ainda protege o usuário de uma possível intoxicação durante um acidente de trabalho em locais insalubres.   
No ramo esportivo existem duas vertentes nas tecnologias vestíveis: as voltadas ao mercado de massa (como FitBit, Garmin e Xiaomi), voltado para auxiliar praticantes amadores de esportes. Muitos autores ainda vêem os gadgets fitness massificados como uma tecnologia que ainda precisará evoluir muito em termos de interação e transparência em relação ao usuário e o que esperar destes dispositivos. Houve feedbacks negativos de gadgets que já possuem sistemas de machine learning, porém que ainda necessitam de mais testes e mais clareza na hora de transformar dados em informação e, ainda, na linguagem com a qual essa informação é devolvida ao usuário. 
A outra vertente é relacionada aos monitores de atividades voltados ao esporte profissional. Além de sensores mais apurados, o grande diferencial entre os produtos designados para este mercado é a inclusão de análises de fisioterapeutas, preparadores físicos e treinadores, pessoas com conhecimento da fisiologia humana e que podem interpretar melhor os dados apresentados pelo dispositivo, enquanto este ainda está em desenvolvimento para que esse processo de feedback dado pela máquina se aperfeiçoe. 
Eles permitem que os treinadores meçam a fadiga e o desempenho de seus jogadores durante as sessões de treinamento e competições. Como por exemplo: A Polar, uma empresa conhecida por uma variedade de computadores de treinamento esportivo, como trackers de atividades e escalas de wi-fi, anunciou uma nova camisa esportiva conectada com sistema de rastreamento de saúde embutido. A Polar Team Pro Shirt baseia-se no hardware de monitoramento de freqüência cardíaca existente no atleta. O monitor de frequência cardiaca acopla-se ao tórax e serve para fornecer aos treinadores dados em tempo real sobre o desempenho de seus atletas, incluindo o esforço gasto e a velocidade de recuperação. O equipamento, lançado em março de 2017, apresenta dois pontos de captura de frequência cardíaca construídos diretamente no tecido, a camisa é projetada para substituir a necessidade de um monitor de cinta de tórax dedicado. "Como resultado do nosso foco contínuo na melhoria, reimaginamos a cinta de peito para atletas profissionais e desenvolvemos o Team Pro Shirt", disse em entrevista Tom Fowler, presidente da Polar U.S. 10. Além da freqüência cardíaca, um sensor pequeno pode ser encaixado em um bolso na parte traseira ou no colarinho que rastreia a distância percorrida, velocidade e aceleração de um atleta e permite aos treinadores ver estatísticas para cada jogador em uma equipe instantaneamente. 
Cita-se ainda, um vestido denominado JoyDress, protótipo premiado pela Comissão Europeia que incorpora no tecido finas superfícies que   conduzem impulsos que massageiam e estimulam a circulação sanguínea e ainda, um broche desenvolvido pela loja Harry Winston de Nova Iorque, que possui um sensor que mede a palpitação do coração e a expressa em diferentes graus de luminosidade, se tornando um dos pioneiros na chamada “joalheria médica”.
No segmento de Aplicações Militares e de Segurança, se destacam peças que monitoram pressão arterial, temperatura do corpo, batimentos cardíacos e  de níveis de oxigênio no ambiente em que a pessoa está inserida (no  caso  de bombeiros e astronautas). Estas peças, que em alguns casos possuem também um localizador GPS, permitem saber o estado de saúde dos soldados e sua localização (ex. fora da nave – no caso de astronautas). Destaque para os macacões desenvolvidos pelos laboratórios do Carnegie Mellon para a força aérea americana, para auxiliar os funcionários  de  manutenção  de  aviões  de  grande  porte,  no  qual  dispositivos  de reconhecimento de voz, realizam diagrama do tamanho e profundidade de rachaduras e corrosões encontradas no casco da nave, possibilitando que as mãos fiquem livres.

## Evolução
O desenvolvimento dos wearables e a mudança de paradigmas de vestimenta tem tido crescimento expressivo e isto pode ser explicado como segue:
“As tecnologias  vestíveis  têm  sido  cada  vez  mais  eficientes  em termos   de   consumo   de   energia,   miniaturização, elasticidade e limpeza.  A  integração  do  computador  com  a  Internet  embutidas  em roupas propõe soluções originais para a comunicação, o acúmulo de conhecimento,  e  a  criatividade  móvel.  A  era  da  roupa  desenhada como  objeto estático  e  pré-definido  com  muito  pouca  durabilidade está  com  os  dias  contados,  permitindo  que  a  roupa  torne-se  uma membrana  dinâmica,  aberta  para  uma  crescente  maleabilidade,  em torno do corpo humano”.

## Exemplos Atuais

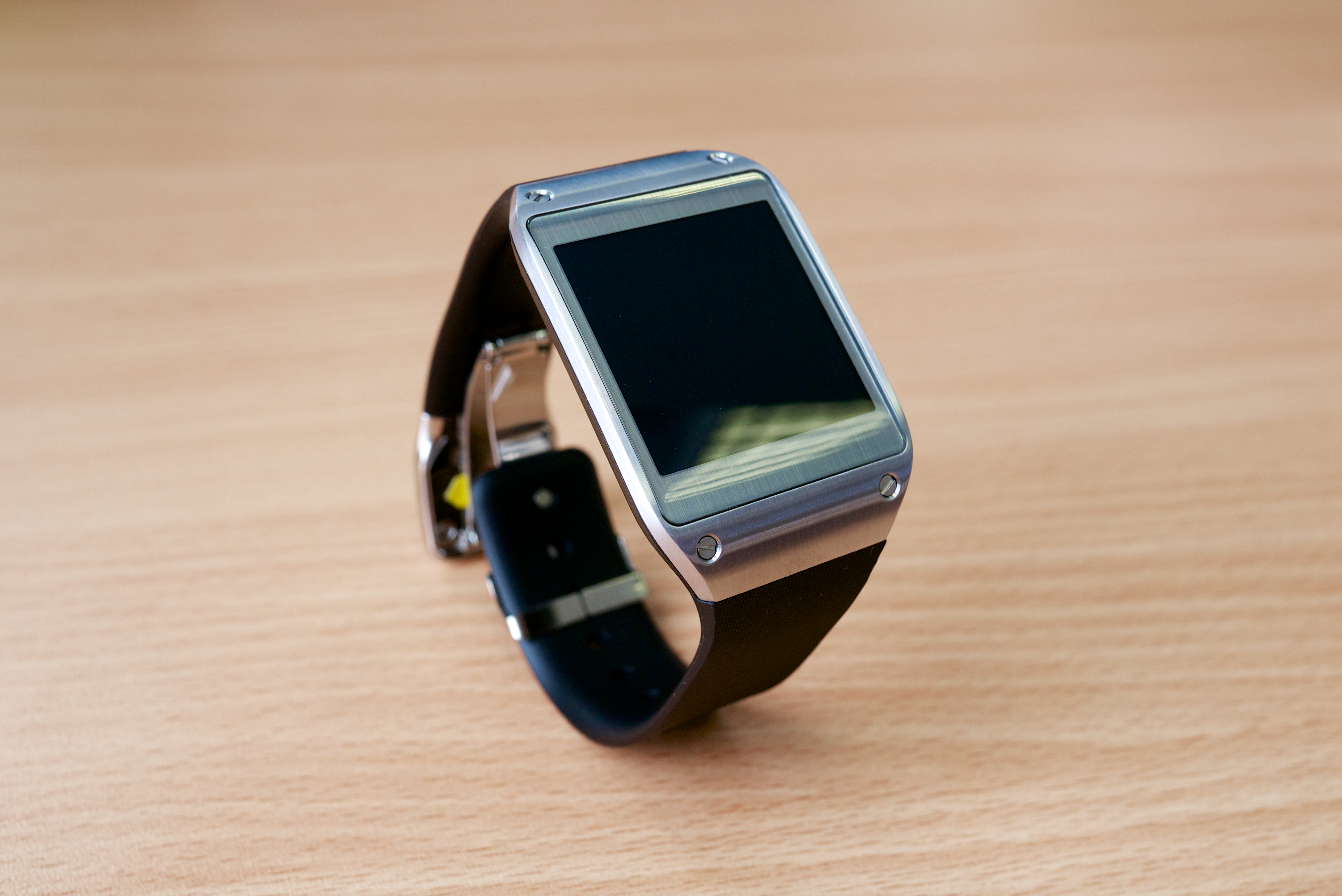
O Samsung Galaxy Gear é um exemplo de gadget vestível.

Na CES 2018 um dos assuntos de grande destaque foram aparelhos relacionados a Computação Vestível e Internet das Coisas. Um dos exemplos mais conhecidos é o próprio Google Glass, óculos da Google que tem um sistema operacional Android modificado e o Samsung Galaxy Gear, relógio também com Android (recentemente foi lançado uma segunda versão do aparelho, rodando o sistema operacional Tizen). Em 2014 a Apple divulgou o seu Apple Watch, que foi lançado em 2015.
Na CES 2018, A Omron, uma das principais empresas do ramo de equipamentos médicos e saúde corporal do mundo, apresentou o smartwatch HeartGuide na CES 2018, mas só atualmente recebeu autorização da FDA (Food and Drug Administration, a agência americana equivalente à brasileira Anvisa) para comercializar o produto nos Estados Unidos; com isso, ele se torna de fato o primeiro dispositivo vestível com capacidade de medir a pressão arterial dos usuários.
Atualmente, alguns tipos de dispositivos vestíveis, como smartwatches e pulseiras vêm ganhando popularidade entre os brasileiros. Inclusive, vê-se a funcionalidade de transações financeiras por aproximação, através da tecnologia NFC (near-field communication) ou, em tradução literal, CCP (comunicação por campo de proximidade). Esse método de pagamento visa facilitar uma transação financeira, visto que não é necessário o uso de cartão, senha ou até mesmo estar com dinheiro em mãos. Em cidades como São Paulo e Rio de Janeiro já se utiliza este sistema, em alguns ônibus e no metrô, respectivamente. Os valores são descontados diretamente no cartão de crédito ou débito. Outro fato importante, a compra tornar-se mais segura, visto que a troca de informação entre os aparelhos é realizada por telecomunicação de baixo alcance (precisam da proximidade para realizarem a comunicação), o que reduz, deste modo, as chances de ataques cibernéticos.
Um exemplo atual na área esportiva são os equipamentos da empresa Spartacool, os quais alguns times de futebol usam nos seus treinos diariamente para melhorar seu condicionamento. Essa empresa trabalha com um sistema de roupas esportivas especiais que ficam em contato direto com a pele e são conectadas a um sistema moderno e portátil de circulação de água gelada controlado de maneira precisa e segura pelo próprio usuário. O reservatório de gelo e água é transportado em uma resistente bolsa acoplada à veste para proporcionar maior conforto e mobilidade durante seu uso. Após um ciclo completo de carga de bateria, basta ligar o sistema, de uso fácil e intuitivo, que os sensores informarão quais os parâmetros precisam ser atendidos para o início do seu funcionamento. Ela pode ser vestida e ajustada fácil e individualmente pelo usuário, podendo ser utilizada em qualquer ambiente para o resfriamento pré, per e pós atividades físicas graças a autonomia de bateria, que dispensa o uso conectado à uma tomada. 
O mercado de wearables ainda está em seu estágio inicial, nem mesmo as tecnologias estão maduras o suficiente. Enquanto fabricantes lançam e testam conceitos, tentando medir o potencial do mercado, consumidores e empresas buscam compreender quais benefícios poderão ser extraídos na prática.

## Mercado
Há muito tempo, os ‘wearable devices’, ou dispositivos vestíveis, são utilizados no cotidiano das pessoas de todo o mundo. Porém, numa escala menor de importância, equipamentos como fone de ouvido e contagem de passos não tinham um grande impacto na economia. Com o objetivo de agregar valor a seus clientes, em um estágio mais embrionário, em 2006, a Nike, em parceria com a Apple, lançava o aplicativo Nike+iPod. Anos depois, a fim de melhorar o desempenho de seu software em 2012, trouxe a FuelBand, que se tornou um dos principais dispositivos ‘wearables’ presentes em nosso cotidiano. A iniciativa foi encerrada 2 anos depois, porém chamou a atenção do mercado para esse ‘novo’ negócio. 
A partir de então, os investimentos em acessórios cada vez mais inteligentes, crescem exponencialmente. No Brasil em 2017, por exemplo, cerca de 134 mil unidades foram comercializadas, segundo pesquisa da IDC. Este número aumentou 44,2% em 2018, chegando à marca de 241,3 mil.
O ‘boom’ no mercado dos acessórios e vestuário inteligente aconteceu devido ao alto investimento que empresas de vários setores fizeram neste nicho. A Lupo, fabricante brasileira de moda íntima, meias e uniformes de times, investiu cerca de 30 milhões (15% de seu orçamento) em maquinário para desenvolver peças tecnológicas. Outra empresa já citada, a 3M, tem um gasto anual de 1,8 bilhões apenas com pesquisas. Gigantes no ramo da tecnologia investem cifras ainda maiores.
A expectativa para o futuro dos ‘wearables’ é grande. No primeiro trimestre de 2019, cerca de 88 mil unidades desses produtos foram vendidas e a projeção é que este número chegue a 461 mil unidades comercializadas, gerando um aumento de 91%, em comparação ao ano anterior. O mercado de computação vestível alcançará a marca de US$ 150 bilhões/ano até 2027. Hoje mais de 320 milhões destes produtos, entre roupas e acessórios, já estão no mercado, número que deve dobrar até 2021. Estima-se que 2,6% da população mundial já seja usuária ativa de tecnologia vestível, o que demonstra a força deste mercado.
Mesmo sendo um campo novo, os dispositivos vestíveis estão cada vez mais se expandindo na medicina atual. Cada vez mais novas formas de aparelhos para medir pressão arterial, batimentos cardíacos, eletrocardiogramas e entre outras funcionalidade são criadas. Com a evolução da computação, a tendência é que esses dispositivos sejam cada vez mais introduzidos na medicina, ajudando assim, a diminuir gastos e tornar os tratamentos mais eficientes, possibilitando até mesmo o monitoramento do médico à distância. Esta, ao menos, é a aposta de Sonny Vu, CEO e fundador da fabricante americana de produtos de computação portáteis Misfit Wearables e da desenvolvedora do dispositivo Shine para monitoramento de atividades físicas, AgaMatrix.
Para Vu, apesar dos benefícios, o maior desafio da aplicação de dispositivos móveis e vestíveis na medicina é a certificação exigida. Nos Estados Unidos, por exemplo, é preciso da certificação da Administração de Alimentos e Medicamentos dos EUA (FDA, em inglês). "Normalmente, a empresa que fabrica esses dispositivos não é da área médica, e isso pode ser um empecilho", destacou o executivo durante a 4ª edição do Fórum Saúde Digital, evento promovido pela revista TI INSIDE. "Não é um problema de performance tecnológica, e sim de autorização."

Vu ressaltou que os aparelhos vestíveis já são aplicados em estudos médicos, monitoramento da saúde, tratamentos e a ideia é, em breve, começar a aplicar em hospitais. Já para o mercado brasileiro, a estimativa é de um atraso de um a dois anos na aplicação dos aparelhos vestíveis na área da saúde, "mas naturalmente virá". A área de saúde digital é uma das melhores formas de economizar dinheiro e melhorar processos. Países de grande extensão têm muito a ganhar com isso", completou.